# Championnat du Népal de football 2011-2012
Navigation
Saison précédente Saison suivante
La saison 2011-2012 du Championnat du Népal de football est la quarantième édition de la Nepal National League, le championnat de première division au Népal. Les dix meilleurs clubs du pays sont réunis au sein d'une poule unique où elles s'affrontent une seule fois au cours de la saison. À l'issue de la compétition, il n'y a pas de relégation et six équipes de D2 sont promues. Toutes les rencontres sont disputées au Stade Dasarath Rangasala. 
C'est le Népal Police Club, triple tenant du titre, qui remporte à nouveau la compétition cette saison après avoir terminé en tête du classement final, avec deux points d'avance sur le Yeti Himalayan Sherpa Club et quatre sur Manang Marsyangdi Club. Il s'agit du quatrième titre de champion du Népal de l'histoire du club.

## Les clubs participants
- New Road Team
- Manang Marsyangdi Club
- Rani Pokhari Corner Team
- Mitra Milan Club - Promu de D2
- Sankata Club - Promu de D2
- Jawalakhel Youth Team
- Yeti Himalayan Sherpa Club
- Nepal Army Club[1]
- Népal Police Club
- Nabil Three Star Club

## Compétition
Le barème de points servant à établir le classement se décompose ainsi :
- Victoire : 3 points
- Match nul : 1 point
- Défaite : 0 point

### Classement
| Rang | Équipe                     | Pts | J | G | N | P | Bp | Bc | Diff |
| ---- | -------------------------- | --- | - | - | - | - | -- | -- | ---- |
| 1    | Népal Police ClubT         | 21  | 9 | 6 | 3 | 0 | 14 | 3  | +11  |
| 2    | Yeti Himalayan Sherpa Club | 19  | 9 | 6 | 1 | 2 | 14 | 8  | +6   |
| 3    | Manang Marsyangdi Club     | 17  | 9 | 5 | 2 | 2 | 17 | 6  | +11  |
| 4    | Jawalakhel Youth Team      | 16  | 9 | 5 | 1 | 3 | 11 | 9  | +2   |
| 5    | Nepal Army Club            | 13  | 9 | 4 | 1 | 4 | 16 | 9  | +7   |
| 6    | Nabil Three Star Club      | 13  | 9 | 3 | 4 | 2 | 11 | 6  | +5   |
| 7    | Rani Pokhari Corner Team   | 13  | 9 | 4 | 1 | 4 | 11 | 8  | +3   |
| 8    | New Road Team              | 11  | 9 | 3 | 2 | 4 | 7  | 9  | -2   |
| 9    | Sankata ClubP              | 3   | 9 | 1 | 0 | 8 | 8  | 30 | -22  |
| 10   | Mitra Milan ClubP          | 1   | 9 | 0 | 1 | 8 | 8  | 29 | -21  |

|  | Champion du Népal 2011-2012                        |
|  | T : Tenant du titre P : Promu de deuxième division |

## Bilan de la saison
| Championnat du Népal de football 2011-2012           | |
| Champion                                             | Népal Police Club (4e titre) |
| Promotions et relégations                            | |
| Promus en Nepal National League                      | Friends Club Nepal Armed Police Force Team Machhindra Bahal Club Boudha FC Iceberg Madhayapur Youth Association Saraswoti Youth Club |
| Relégués en Martyr's Memorial ANFA B Division League | Aucun |